# Olavi Rokka
Olavi Rokka   (Víborg, 9 d'agost de 1925 - Hyvinkää, 21 de desembre de 2011) fou un pentatleta finlandès que va competir durant les dècades de 1940 i 1950.
El 1952 va prendre part en els Jocs Olímpics de Hèlsinki, on disputà dues proves del programa de pentatló modern. Junt a Olavi Mannonen i Lauri Vilkko guanyà la medalla de bronze en la competició per equips, mentre en la competició individual fou tretzè.